# Collegio elettorale di Rocca San Casciano (Regno di Sardegna)
Il collegio elettorale di Rocca San Casciano è stato un collegio elettorale uninominale del Regno di Sardegna, uno dei 15 del circondario di Firenze.
È stato istituito in base al decreto del Consiglio dei Ministri del Regio governo delle Toscana del 21 gennaio del 1860. 
Comprendeva i territori di Bagno, Dovadola, Galeata, Modigliana, Portico, Premilcore, Rocca San Casciano, Santa Sofia, Sorbano, Terra del Sole, Tredozio e Verghereto.

## Dati elettorali
Nel collegio si svolsero votazioni solo per la VII legislatura. In seguito il territorio formò l'omonimo collegio del Regno d'Italia

### VII legislatura
Le votazioni si svolsero in 387 collegi uninominali a doppio turno. Come previsto dalla legge elettorale del 20 novembre 1859, era eletto al primo turno il candidato che «riunisce in suo favore più del terzo dei voti del total numero dei membri componenti il collegio e più della metà dei suffragi dati dai votanti presenti all'adunanza» (art. 91). Se nessun candidato era eletto, al ballottaggio tra i due candidati con più voti era eletto chi otteneva il maggior numero di voti (art. 92) o, in caso di ugual numero di voti, il maggiore d'età (art. 93).
| Partito                            | Partito                            | Candidato                          | Primo turno 25 marzo 1860 | Primo turno 25 marzo 1860 | Ballottaggio 29 marzo 1860 | Ballottaggio 29 marzo 1860 |
| Partito                            | Partito                            | Candidato                          | Voti                      | %                         | Voti                       | %                          |
| ---------------------------------- | ---------------------------------- | ---------------------------------- | ------------------------- | ------------------------- | -------------------------- | -------------------------- |
|                                    | —                                  | Francesco Domenico Guerrazzi       | 271                       | 61,31                     | 247                        | 51,78                      |
|                                    | —                                  | Ferdinando Zannetti                | 171                       | 38,69                     | 230                        | 48,22                      |
|                                    |                                    |                                    |                           |                           |                            |                            |
| Iscritti                           | Iscritti                           | Iscritti                           | 940                       | 100,00                    | 940                        | 100,00                     |
| ↳ Votanti (% su iscritti)          | ↳ Votanti (% su iscritti)          | ↳ Votanti (% su iscritti)          | 486                       | 51,70                     | 479                        | 50,96                      |
| ↳ Voti validi (% su votanti)       | ↳ Voti validi (% su votanti)       | ↳ Voti validi (% su votanti)       | 442                       | 90,95                     | 477                        | 99,58                      |
| ↳ Schede non valide (% su votanti) | ↳ Schede non valide (% su votanti) | ↳ Schede non valide (% su votanti) | 44                        | 9,05                      | 2                          | 0,42                       |
| ↳ Astenuti (% su iscritti)         | ↳ Astenuti (% su iscritti)         | ↳ Astenuti (% su iscritti)         | 454                       | 48,30                     | 461                        | 49,04                      |